# Vasilij Markelovič Pronin
Vasilij Markelovič Pronin (Kobelevo, Impero Russo, 24 luglio 1905 – 23 novembre 1966) è stato un regista cinematografico sovietico.

## Filmografia (parziale)

### Regista
- Komendant Ptič'ego ostrova (1939)[1]
- Syn polka (1946)[2]
- Naš dom (1965)